# Lola (Namibe)
Lola é uma vila e comuna angolana que se localiza na província de Namibe, pertencente ao município de Bibala.

## Geografia
A comuna situa-se numa zona de plani-planalto, cercada de montanhas.
As principais linguais de comunicação entre a população são a nhaneca e o português. O português serve como língua franca, de trabalho e de comércio, enquanto que o nhaneca é uma língua utilizada principalmente em casa.

## Economia
As principais as actividades econômicas da vila-comuna são a agricultura, o comércio e a pecuária bovina.